# Tequila und Bonetti
Tequila und Bonetti (Originaltitel: Tequila and Bonetti) ist eine US-amerikanische Dramedy-Fernsehserie. Sie wurde erstmals am 17. Januar 1992 auf dem Sender CBS ausgestrahlt. Später wurde die Serienidee für das italienische Fernsehen angepasst.

## Handlung
Die Hauptperson der Serie Nico „Nick“ Bonetti ist ein italienischstämmiger Polizist in New York City. Er ist stolz auf seine Abstammung und fährt ein Cadillac-Cabrio, welches er von seinem Vater geerbt hat. Nachdem er bei einer Schießerei versehentlich ein Mädchen erschossen hatte, wechselte er das Polizeirevier. Dort trifft er auf seinen neuen Partner, den Burrito-fressenden Hund Tequila, eine Bordeauxdogge. Während der Serie erinnert sich Nico immer wieder schmerzhaft an den Tod des Mädchens. Außerdem hat er mit den Eigenarten der Kalifornier zu kämpfen.

## Episoden
| Folge | Originaltitel          | deutschspr. Titel          | Cast & Crew |
| ----- | ---------------------- | -------------------------- | ----------- |
| 1.    | Street Dogs            | Auf den Hund gekommen      | 09.05.1993  |
| 2.    | Perfect Match          | Bei Liebe Mord             | 16.05.1993  |
| 3.    | Mama                   | Mama                       | 23.05.1993  |
| 4.    | The Tale Of The Dragon | Mörderisches Surfen        | 06.06.1993  |
| 5.    | Fetch This, Pal        | Bombenterror               | 13.06.1993  |
| 6.    | Runt Of The Litter     | Schatten der Vergangenheit | 20.06.1993  |
| 7.    | Language Of The Heart  | Bandenkrieg                | 27.06.1993  |
| 8.    | The Rose Cadillac      | Der rosa Cadillac          | 04.07.1993  |
| 9.    | Teach Your Children    | Der Parkhaus-Verbrecher    | 11.07.1993  |
| 10.   | Wonderdog              | Tequila für Hollywood      | 18.07.1993  |
| 11.   | Reel Life              | Der Rauschgiftmörder       | 25.07.1993  |
| 12.   | Brooklyn And The Beast | Der Reporter des Teufels   | 01.08.1993  |

## Serienende und Neuversuch
Bereits vier Monate nach der Premiere der Serie wurde diese nach zwölf Episoden mangels zufriedenstellender Einschaltquoten eingestellt. Zur Jahrtausendwende wurde ein Neuversuch der Serie in Italien gestartet, allerdings mit einer Figur aus den Vereinigten Staaten, die mit den italienischen „Macken“ zu kämpfen hat.